# Borstskölding
Borstskölding (Pluteus umbrosus) är en svampart som först beskrevs av Christiaan Hendrik Persoon, och fick sitt nu gällande namn av Paul Kummer 1871. Borstskölding ingår i släktet Pluteus och familjen Pluteaceae.  Arten är reproducerande i Sverige. Inga underarter finns listade i Catalogue of Life.

## Källor

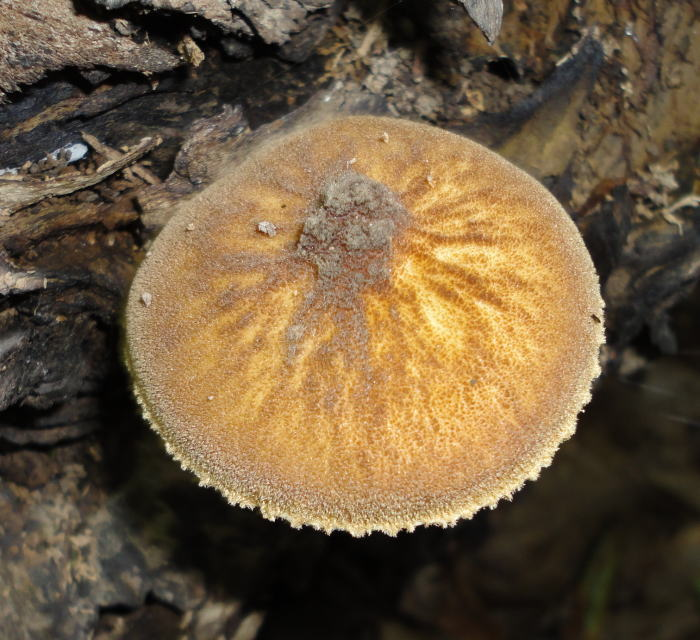
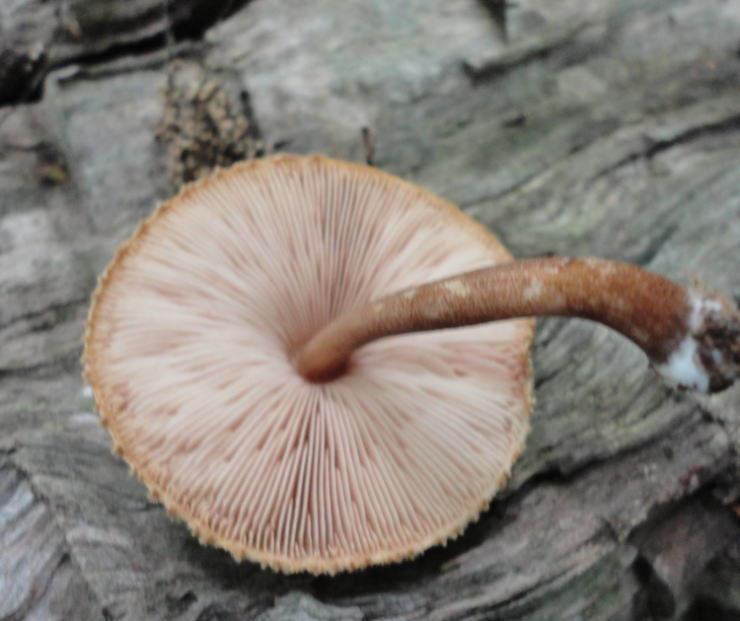
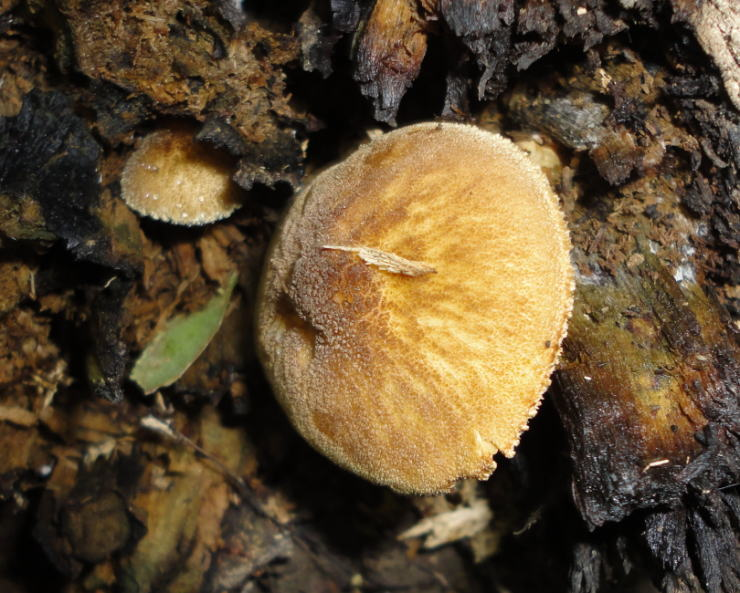